# قلعة قدم
قلعة قدم هي قرية في مقاطعة سميرم، إيران. يقدر عدد سكانها بـ 394 نسمة بحسب إحصاء 2016.